# Trasanquelos
Trasanquelos (llamada oficialmente San Salvador de Trasanquelos) es una parroquia y lugar español del municipio de Oza-Cesuras, en la provincia de La Coruña, Galicia.

## Entidades de población
Entidades de población que forman parte de la parroquia:
- Abeleira (A Abeleira)
- Briallo (O Briallo)
- Cabreira
- Carballal (O Carballal)
- Casal (O Casal)
- Casavella (A Casavella)
- Castro de Ares
- Codeseira (A Codeseira)
- Fornelos
- Lata de Abajo (A Lata de Abaixo)
- Lata de Arriba (A Lata de Arriba)
- Pena (A Pena)
- Trasanquelos
- Vilar (O Vilar)
- Villavid (Vilavide)

## Despoblado
- Costa (A Costa)

## Demografía

### Parroquia
| Gráfica de evolución demográfica de Trasanquelos (parroquia) entre 2000 y 2019 |
|                                                                                |
| Datos según el nomenclátor publicado por el INE.                               |

### Lugar
| Gráfica de evolución demográfica de Trasanquelos (lugar) entre 2000 y 2019 |
|                                                                            |
| Datos según el nomenclátor publicado por el INE.                           |